# Metacharis xanthocraspedum
Metacharis xanthocraspedum är en fjärilsart som beskrevs av Hans Ferdinand Emil Julius Stichel 1910. Metacharis xanthocraspedum ingår i släktet Metacharis och familjen Riodinidae. Inga underarter finns listade i Catalogue of Life.